# Adolf Metzner
Karl-Adolf Metzner (ur. 25 kwietnia 1910 we Frankenthal (Pfalz), zm. 5 marca 1978 w Hamburgu) – niemiecki lekkoatleta sprinter,  dwukrotny mistrz Europy, później lekarz, specjalista medycyny sportowej.

## Kariera sportowa
Metzner specjalizował się w biegu na 400 metrów. Największy sukces odniósł na mistrzostwach Europy w 1934 w Turynie, gdzie zdobył złote medale na tym dystansie, a także w sztafecie 4 × 400 metrów (razem z nim biegli w niej Helmut Hamann, Hans Scheele i Harry Voigt, w finale Niemcy ustanowili wynikiem 3:14,1 rekord kraju).
Dwukrotnie brał udział w igrzyskach olimpijskich. W Los Angeles (1932) odpadł w ćwierćfinale biegu na 400 metrów, a w sztafecie 4 × 400 metrów wywalczył wraz z kolegami 4. miejsce (w biegu finałowym Niemcy ustanowili rezultatem 3:14,4 rekord kraju). W Berlinie (1936) odpadł w eliminacjach biegu na 400 metrów.
Był mistrzem Niemiec w biegu na 400 metrów w 1931, 1932 i 1934 oraz wicemistrzem w 1933, a także mistrzem w sztafecie 4 x 100 m w 1936 i 1937.

## Biografia zawodowa
Ukończył studia medyczne we Frankfurcie nad Menem w 1935 i tam też uzyskał doktorat. Od 1947 pracował naukowo w Hamburgu w dziedzinie medycyny sportowej. W 1971 został profesorem hamburskiego Institut für Sportmedizin.
W testamencie przeznaczył 1 milion marek na założenie fundacji jego imienia. Adolf-Metzner-Stiftung ma na celu wspomaganie kulturalnych i społecznych inicjatyw we Frankenthal (Pfalz), w tym fundowanie nagrody (Adolf-Metzner-Preis) dla młodych talentów muzycznych.

## Działalność w czasach hitlerowskich
W latach 2009 i 2010 zostały ujawnione fakty dotyczące działalności Metznera w czasach nazizmu. 1 września 1933 został przyjęty do SS (numer członkowski 244740), a 4 lipca 1937 do NSDAP (nr członkowski 4929068).
Od 7 października 1939 Metzner służył w szeregach Waffen-SS jako lekarz, początkowo w stopniu SS-Untersturmführera, od 1 sierpnia 1940 Obersturmführera, a od 9 listopada 1942 Hauptsturmführera.
Komisja denazyfikacyjna w Fritzlar uznała w 1949, że Metzner był współpodążającym (Mitläufer) i ukarała go grzywną w wysokości 50 marek.